# Hermann Ringle

Hermann Ringle als Sänger im Gesangsverein „Liederkranz“, Aufnahme zwischen 1910 und 1916

Hermann Ringle (* 13. September 1881 in Blieskastel; † 2. August 1957 in Saarbrücken) war ab dem Jahr 1910 Vorsitzender der SPD in Blieskastel und wurde bei der Kommunalwahl 1920 Mitglied des Stadtrates, erstmals für ein Mitglied der Sozialdemokraten im Ort. Außerdem war Ringle Mitglied des 1. Landesrates des Saargebietes, der im Juni 1922 gewählt wurde und Vorsitzender des ebenfalls 1910 gegründeten Arbeiter-Gesangvereins „Liederkranz“, ab 1950 bis zu seinem Tod dessen Ehrenvorsitzender.
Ringle war Protestant und Arbeiter bei der prosperierenden Schuhfabrik Borck & Co., später Dihlmann & Co. in Blieskastel. Später stieg er zum Bürogehilfen auf. Schon im Jahr 1905 war er Mitglied im Zentralverband deutscher Schuhmacher sowie zeitweise Vorsitzender der Ortsgruppe Blieskastel, deren Mitgliederzahl mit 75 angegeben wurde.: S. 8 Bei der Reichstagswahl 1912 gaben von 337 wahlberechtigten Blieskastelern 45 den Sozialdemokraten ihre Stimme.: S. 9 Sieger im Wahlkreis wurden die Nationalliberalen.
Die Gründung des Ortsvereins „Sozialdemokratischer Verein für Blieskastel und Umgebung“ fand am Sonntag, dem 14. August 1910 statt, nachdem am 11. August 1910 in der sozialdemokratischen Tageszeitung Pfälzische Post. Organ für die Interessen des Volkes ein entsprechender Aufruf abgedruckt worden war.: S. 6 Ringle wurde als der erste Vorsitzende der neugegründeten SPD gewählt. Erst zehn Jahre später konnte die SPD im katholisch geprägten Blieskastel ein Mandat für den Stadtrat erringen.
Ab 1916 war Ringle 1. Vorsitzender der Allgemeinen Ortskrankenkasse St. Ingbert-Land. Die Wahl fiel einstimmig aus. Die Nachwahl zu diesem Amt war notwendig geworden, weil sowohl der 1. als auch der 2. Vorsitzende im Felde standen. Seit Jahresbeginn 1917 war auch Ringle Soldat.: S. 15 Mit dem Einmarsch der Franzosen nach dem verlorenen Ersten Weltkrieg wurde am 26. November 1918 der „Volksrat Blieskastel“ eingesetzt, in dem zum ersten Mal die Sozialdemokraten mit Hermann Ringle vertreten waren. Der Volksrat trat erst am 25. April 1919 zu seiner nächsten Sitzung zusammen.: S. 18 Bei der Kommunalwahl, die am 11. Juli 1920 stattfand, wurde Ringle in den Stadtrat gewählt.: S. 6 Auch im Stadtrat war er der erste SPD-Mann.
Ringles Nachfolger als Vorsitzender des Ortsvereins wurde im Jahr 1925 der aus Zweibrücken stammende Friedrich Klenk, der mit Unterbrechung während der Zeit des Nationalsozialismus dieses Amt bis 1947 führte.